# 원주군 (선거구)
원주군은 대한민국의 옛 국회의원 선거구이다. 당시 강원도 원주군 지역을 관할했다.

## 역사
제헌 국회의원 선거를 앞두고 원주군 전 지역을 관할하는 선거구로 신설되었다.
1955년 9월, 원주군 원주읍·판부면 일부(단구리·행구리)·호저면 일부(우산리)가 원주시로 승격되었다. 이와 함께 원주군은 원성군으로 개칭되었다. 이에 제4대 국회의원 선거를 앞두고 원주시 선거구와 원성군 선거구로 각각 분리되면서 폐지되었다.

## 역대 국회의원
| 선거   | 정당 | 정당   | 의원   |
| ------ | ---- | ------ | ------ |
| 1948년 |      | 무소속 | 홍범희 |
| 1950년 |      | 무소속 | 윤길중 |
| 1954년 |      | 자유당 | 함재훈 |

## 역대 선거 결과

### 대한민국 제헌 국회의원 선거
|  | 56.19% |

|  | 19.63% |

|  | 12.28% |

|  | 11.89% |

### 대한민국 제2대 국회의원 선거
|  | 30.98% |

|  | 29.23% |

|  | 14.88% |

|  | 12.78% |

|  | 12.10% |

### 대한민국 제3대 국회의원 선거
|  | 54.17% |

|  | 19.20% |

|  | 17.77% |

|  | 8.84% |